# Erimiris
Erimiris is een geslacht van wantsen uit de familie van de Miridae (Blindwantsen). Het geslacht werd voor het eerst wetenschappelijk beschreven door Miyamoto & Hasegawa in 1967.

## Soorten
Het genus is monotypisch en bevat alleen de volgende soort:

- Erimiris tenuicornis Miyamoto & Hasegawa, 1967